# Renato Augusto
Renato Soares de Oliveira Augusto (Rio de Janeiro, 1988. február 8. –) vagy egyszerűen Renato Augusto brazil labdarúgó, a Corinthians és a brazil labdarúgó-válogatott támadója.

## Klubkarrierje

### Flamengo
Renatót a Flamengo ifjúsági akadémiájának egyik legjobb játékosaként tartották számon, és 2007-ben közel állt ahhoz, hogy a Palermóhoz igazoljon. A pontos passzokat jó labdabirtoklással, robbanékonysággal és cselezési kísérletekkel ötvöző játékstílusa oda vezetett, hogy meghívást kapott az U17-es, majd az U20-as brazil válogatottba. A Flamengónál töltött évei alatt azonban folyamatosan sérülések sújtották.

### Bayer Leverkusen
Renato ismeretlen összegért, a nem hivatalos információk szerint vélhetően 10 millió euróért a német első osztályban szereplő Bayer Leverkusenhez szerződött. Az átigazolási összeg 60%-a a Flamengót, míg a fennmaradó 40% a Traffic és az MFD befektetési csoportokat illette meg, amelyek korábban, 2008-ban egyenként 1,5 millió eurót fizettek Renato Augusto játékosjogaiért.
Renato gyorsaságával, tudatosságával, csapatmunkájával és technikai képességeivel hamarosan a szurkolók egyik kedvencévé vált. Annak ellenére, hogy korábban általában a jobb oldalon játszott, a Leverkusennél egyre inkább közvetlenül a csatár mögötti pozíciókban kezdték játszatni.
Annak ellenére, hogy a 2010-11-es szezonban – ugyanúgy, mint korábban – folyamatosan sérülések sújtották, Augusto megőrizte kiváló formáját, három egygólos győzelemmel zárult mérkőzésen is betalált. Március 13-án, a Mainz ellen a 82. percben emlékezetes, győztes gólt szerzett, amivel a Bayer Leverkusen versenyben maradt a bajnoki címért. A szezont a csapat végül a második helyen zárta a Borussia Dortmund mögött, és kvalifikálta magát a Bajnokok Ligája csoportkörébe.

### Corinthians
2012. december 20-án a Bayer Leverkusen megerősítette, hogy Renato a brazil Corinthianshoz távozik 3,5 millió euróért. 2014-ben – miután sérülését megfelelően diagnosztizálták és kezelték – 44 mérkőzésen lépett pályára a csapatban, 2015-ben pedig megkapta a Bola de Ouro (Aranylabda) díjat, amiért a Corinthianst a Brasileirão bajnoki címéig vezette.

### Beijing Guoan
2016. január 6-án Renato leszerződött a kínai Beijing Guoan klubhoz, állítólag 8 millió euróért. 2019. április 20-án a Hopej China Fortune FC elleni mérkőzésen 100. alkalommal lépett pályára a klub színeiben.

### Visszatérés a Corinthiansbe
2021. július 22-én Renato visszatért a Corinthianshoz, miután felbontotta szerződését a pekingi csapattal.

## Válogatott pályafutása
Renato 2011 februárjában debütált a válogatottban a Franciaország elleni idegenbeli barátságos mérkőzésen, amelyet Brazília 0-1-re elveszített. A 2. mérkőzése egy 2011. márciusi, Skócia elleni, 2-0-ra megnyert barátságos mérkőzés volt. Mano Menezes nem hívta be a 2011-es Copa Américára, de 2011 augusztusában visszatért a csapatba a Németország elleni barátságos mérkőzésre, amelyet Brazília 2-3-ra elveszített. Ezt követően több mint négy évig nem játszott Brazília színeiben, kihagyta a 2013-as Konföderációs Kupát, a 2014-es világbajnokságot és a 2015-ös Copa Américát.

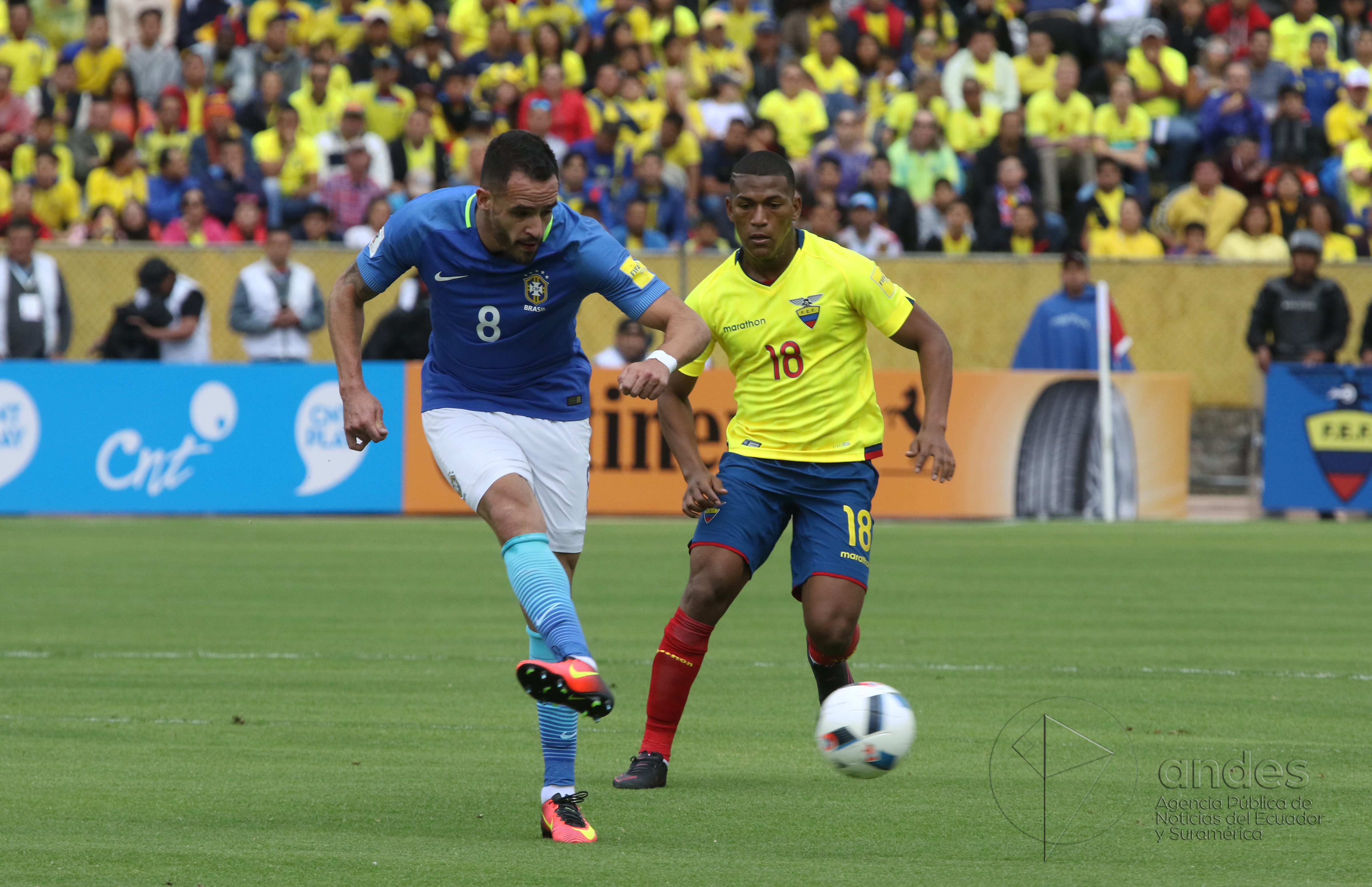
Renato Augusto a válogatottban (2016)

Korábban a 2008-as nyári olimpiára készülő előzetes keret tagja volt, de Dunga, a szövetségi kapitány nem hívta be a végleges 18 fős keretbe, csak a tartalékok közt szerepelt. Dunga, aki a 2014-es világbajnokság után ismét szövetségi kapitány lett, 2015 novemberében visszahívta a 2018-as labdarúgó-világbajnokság selejtezőire. 2015. november 17-én a 2018-as labdarúgó-világbajnokság selejtezőjében, a Peru elleni 3-0-ra megnyert mérkőzésen Augusto megszerezte első gólját Brazília színeiben.
2016-ban a Copa América Centenario és a 2016-os olimpiai játékok brazil válogatottjában is szerepelt. A Copa América csoportkörében, a Haiti ellen 7-1-re megnyert mérkőzésen kétszer is betalált, azonban Brazília végül nem jutott tovább a csoportból. A 2016-os nyári olimpián Brazília először nyert olimpiai aranyérmet labdarúgásban. Renato a Németország elleni döntőben 1-1-es döntetlent követően büntetőt rúgott, és ezzel végül 5-4-re nyert Brazília.
2018 májusában bekerült Tite szövetségi kapitány 2018-as oroszországi világbajnokságra utazó 23 fős keretébe. 2018. július 6-án Augusto szerezte Brazília egyetlen gólját a Belgium elleni negyeddöntőbeli 1-2-es vereség alkalmával, amikor kiestek a világbajnokságról.
A 2019-es brazíliai Copa América előtt, ő volt az egyik legnagyobb esélyes Neymar helyére, miután a PSG csatára megsérült a Katar elleni barátságos mérkőzésen, de végül a Chelsea-ben játszó Willian kapta a behívót.

## Sikerei, díjai
Flamengo
- Brazil kupagyőztes: 2006

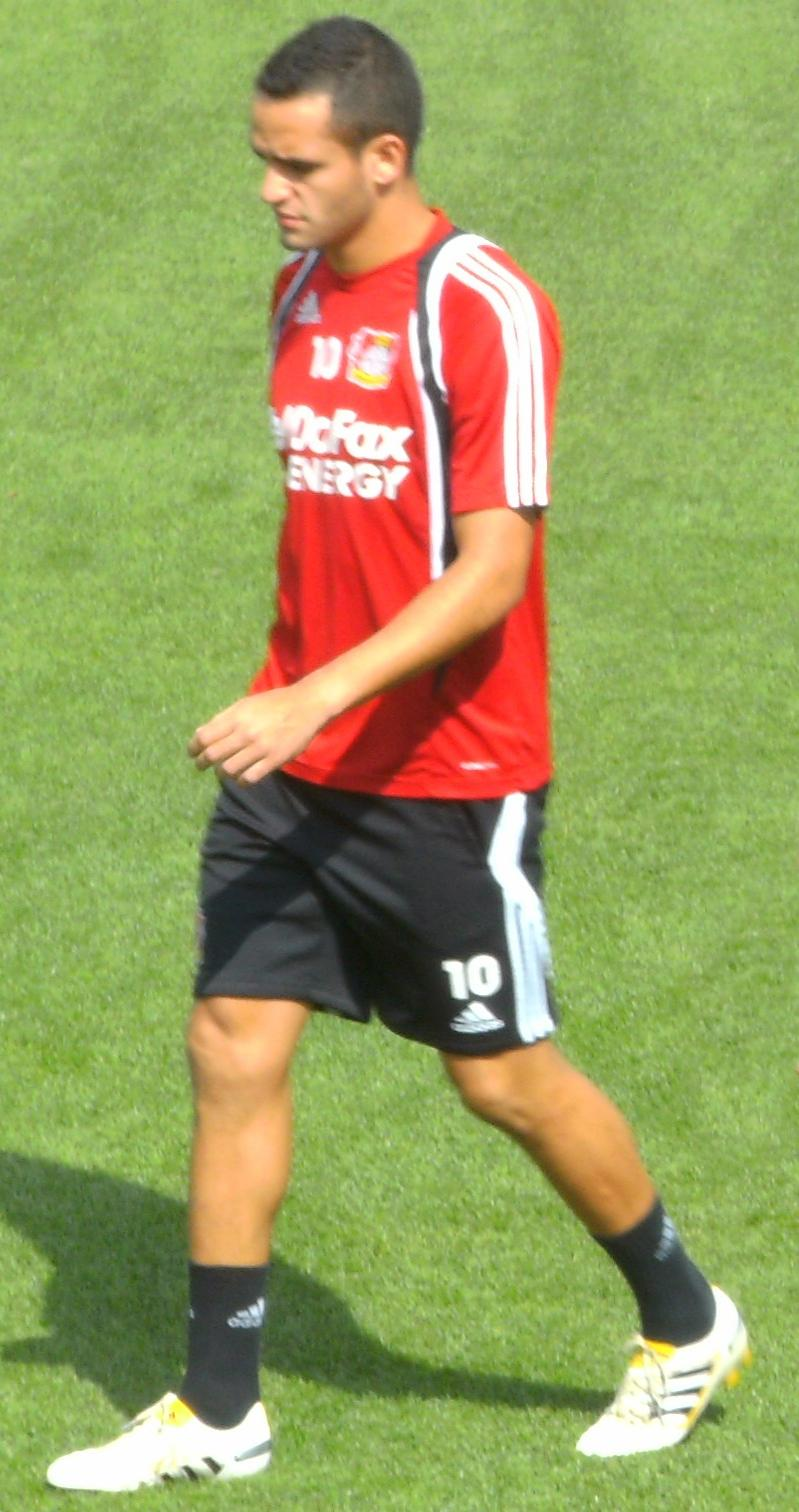
Renato Augusto 2010-ben

- Rio de Janeiro-i állami bajnok: 2007, 2008

Corinthians
- São Paulo-i állami bajnok: 2013
- Recopa Sudamericana győztes: 2013
- Brazil bajnok: 2015

Beijing Guoan
- Kínai FA Kupa: 2018

Brazília Olimpiai
- Olimpiai játékok: 2016

## Statisztikái

### Klub
2016. október 30-án frissítve
| Klub               | Szezon             | Brazilian Série A | Brazilian Série A | Copa do Brasil  | Copa do Brasil | Nemzeti         | Nemzeti | Állami Bajnokság | Állami Bajnokság | Barátságos      | Barátságos | Összesen        | Összesen |
| Klub               | Szezon             | Pályára lépések   | Gólok             | Pályára lépések | Gólok          | Pályára lépések | Gólok   | Pályára lépések  | Gólok            | Pályára lépések | Gólok      | Pályára lépések | Gólok    |
| ------------------ | ------------------ | ----------------- | ----------------- | --------------- | -------------- | --------------- | ------- | ---------------- | ---------------- | --------------- | ---------- | --------------- | -------- |
| Flamengo           | 2005               | 2                 | 0                 | 0               | 0              | -               | -       | 0                | 0                | 0               | 0          | 2               | 0        |
| Flamengo           | 2006               | 24                | 0                 | 2               | 0              | -               | -       | 0                | 0                | 0               | 0          | 26              | 0        |
| Flamengo           | 2007               | 23                | 2                 | -               | -              | 8               | 1       | 13               | 3                | 0               | 0          | 44              | 6        |
| Flamengo           | 2008               | 6                 | 0                 | -               | -              | 3               | 1       | 8                | 1                | 0               | 0          | 17              | 2        |
| Flamengo           | Összesen           | 55                | 2                 | 2               | 0              | 11              | 2       | 21               | 4                | 0               | 0          | 89              | 8        |
| Klub               | Szezon             | Bundesliga        | Bundesliga        | DFB-Pokal       | DFB-Pokal      | Európa          | Európa  | Egyéb            | Egyéb            | Barátságos      | Barátságos | Összesen        | Összesen |
| Klub               | Szezon             | Pályára lépések   | Gólok             | Pályára lépések | Gólok          | Pályára lépések | Gólok   | Pályára lépések  | Gólok            | Pályára lépések | Gólok      | Pályára lépések | Gólok    |
| Bayer Leverkusen   | 2008–09            | 33                | 2                 | 6               | 2              | -               | -       | -                | -                | -               | -          | 39              | 4        |
| Bayer Leverkusen   | 2009–10            | 17                | 0                 | 1               | 0              | -               | -       | -                | -                | -               | -          | 18              | 0        |
| Bayer Leverkusen   | 2010–11            | 27                | 7                 | 1               | 1              | 7               | 0       | -                | -                | -               | -          | 35              | 8        |
| Bayer Leverkusen   | 2011–12            | 18                | 0                 | 1               | 0              | 4               | 0       | -                | -                | -               | -          | 23              | 0        |
| Bayer Leverkusen   | 2012–13            | 6                 | 0                 | 0               | 0              | 5               | 0       | -                | -                | -               | -          | 11              | 0        |
| Bayer Leverkusen   | Összesen           | 101               | 9                 | 9               | 3              | 16              | 0       | -                | -                | -               | -          | 126             | 12       |
| Klub               | Egyéb              | Brazilian Série A | Brazilian Série A | Copa do Brasil  | Copa do Brasil | Nemzeti         | Nemzeti | Paulista League  | Paulista League  | Barátságos      | Barátságos | Összesen        | Összesen |
| Klub               | Egyéb              | Pályára lépések   | Gólok             | Pályára lépések | Gólok          | Pályára lépések | Gólok   | Pályára lépések  | Gólok            | Pályára lépések | Gólok      | Pályára lépések | Gólok    |
| Corinthians        | 2013               | 15                | 1                 | 0               | 0              | 6               | 1       | 10               | 1                | -               | -          | 31              | 3        |
| Corinthians        | 2014               | 30                | 1                 | 7               | 2              | 0               | 0       | 5                | 0                | 1               | 1          | 43              | 4        |
| Corinthians        | 2015               | 30                | 5                 | 2               | 0              | 10              | 0       | 7                | 2                | 3               | 0          | 52              | 7        |
| Összesen           |                    | 75                | 7                 | 9               | 2              | 16              | 1       | 22               | 3                | 4               | 1          | 126             | 14       |
| Klub               | Szezon             | Kínai Szuper Liga | Kínai Szuper Liga | Kínai FA Jupw   | Kínai FA Jupw  | AFC BL          | AFC BL  | Egyéb            | Egyéb            | Barátságos      | Barátságos | Összesen        | Összesen |
| Klub               | Szezon             | Pályára lépések   | Gólok             | Pályára lépések | Gólok          | Pályára lépések | Gólok   | Pályára lépések  | Gólok            | Pályára lépések | Gólok      | Pályára lépések | Gólok    |
| Beijing Guoan      | 2016               | 23                | 4                 | 4               | 2              | -               | -       | -                | -                | -               | -          | 27              | 6        |
| Beijing Guoan      | Összesen           | 23                | 4                 | 4               | 2              | -               | -       | -                | -                | -               | -          | 27              | 6        |
| Karrierje összesen | Karrierje összesen | 231               | 18                | 20              | 5              | 43              | 3       | 43               | 7                | 4               | 1          | 344             | 35       |

### Válogatott
2019. július 6-án frissítve.
| Válogatott | Év       | M  | G |
| ---------- | -------- | -- | - |
| Brazília   |          |    |   |
| 2011       | 3        | 0  |   |
| 2015       | 2        | 1  |   |
| 2016       | 12       | 4  |   |
| 2017       | 10       | 0  |   |
| 2018       | 5        | 1  |   |
| összesen   | összesen | 32 | 6 |

### Válogatott góljai
| #  | Időpont            | Helyszín                                         | Ellenfél | Állás | Végeredmény | Kiírás               |
| -- | ------------------ | ------------------------------------------------ | -------- | ----- | ----------- | -------------------- |
| 1. | 2015. november 17. | Arena Fonte Nova, Salvador da Bahia, Brazília    | Peru     | 2 – 0 | 3 – 0       | 2018-as vb-selejtező |
| 2. | 2016. március 25.  | Arena Pernambuco, Recife, Brazília               | Uruguay  | 2 – 0 | 2 – 2       | 2018-as vb-selejtező |
| 3. | 2016. június 8.    | Camping World Stadion, Orlando, Egyesült Államok | Haiti    | 3 – 0 | 7 – 1       | Copa América         |
| 4. | 2016. június 8.    | Camping World Stadion, Orlando, Egyesült Államok | Haiti    | 6 – 1 | 7 – 1       | Copa América         |
| 5. | 2016. november 15. | Estadio Nacional de Lima, Lima, Peru             | Peru     | 2 – 0 | 2 – 0       | 2018-as vb-selejtező |
| 6. | 2018. július 6.    | Kazany Aréna, Kazany, Oroszország                | Belgium  | 1 – 2 | 1 – 2       | 2018-as vb           |

## Külső hivatkozások
- Renato Augusto adatlapja a National-Football-Teams.com oldalon (angolul)

- Renato Augusto adatlapja a Soccerway oldalon (angolul)
- Renato Augusto adatlapja a footballzz.co.uk oldalán

- Renato Augusto a fussballdaten.de oldalán (németül)
- Renato Augusto (angol nyelven). thefinalball.com
- Renato Augusto (angol nyelven). worldfootball.net
- Renato Augusto (német nyelven). fussballdaten.de